# Wilhelm Reiß

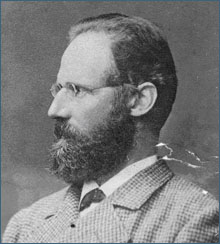
Wilhelm Reiß

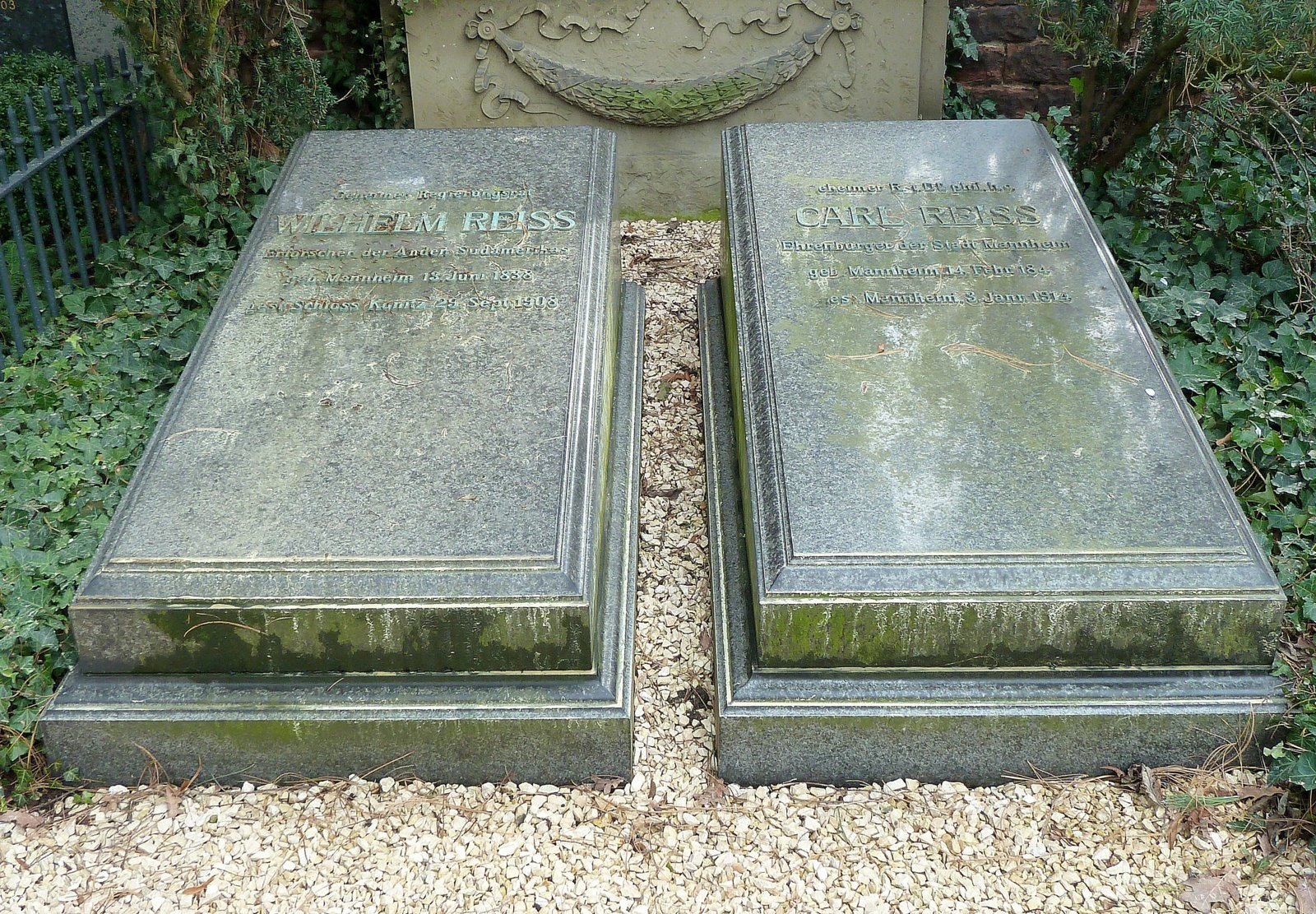
Wilhelm und Carl Reiss' Grab auf dem Hauptfriedhof Mannheim

Johann Wilhelm Reiß (* 13. Juni 1838 in Mannheim; † 29. September 1908 in Könitz bei Saalfeld) war ein deutscher Geologe und Vulkanologe. Er ist besonders für seine gemeinsam mit Alphons Stübel von 1868 bis 1876 unternommene Forschungsreise durch die südamerikanischen Anden bekannt, während der er 1872 als Erster den Gipfel des Cotopaxi bestieg.

## Leben
Wilhelm Reiß wurde als zweites Kind und ältester Sohn des Großkaufmanns und Bürgermeisters von Mannheim, Friedrich Reiß, geboren. Die Kammersängerin Anna Reiß sowie der Politiker und Unternehmer Carl Reiß waren seine Geschwister. Nach dem Abschluss der Höheren Bürgerschule in Mannheim begann er 1855 auf Wunsch des Vaters ein Studium an der Handelshochschule in Antwerpen, das er aber mangels Interesses nach wenigen Monaten abbrach. Um eine Augenentzündung auszukurieren, reiste er 1856 in Begleitung des Malers Louis Coblitz nach Italien, wo er seine Neigung zur Mineralogie und Vulkanologie entdeckte. 
Nach einem Bergwerkspraktikum bei Bernkastel an der Mosel nahm er im Sommersemester 1857 ein Studium der Chemie, Physik, Mineralogie, Kristallographie, Paläontologie, Meteorologie und Geographie an der Universität zu Berlin auf, zum Sommersemester 1858 wechselte er nach Bonn. Er bereiste zwischen 1858 und 1860 die Azoren, Madeira und die Kanarischen Inseln. Anschließend setzte er seine Studien an der Universität Heidelberg und der Polytechnischen Schule Karlsruhe fort. Für das Wintersemester 1862/1863 ging er an die Universität Gießen, dann kehrte er nach Heidelberg zurück, wo er 1864 zum Dr. phil. promoviert und noch im selben Jahr aufgrund seiner Schrift „Die Diabas- und Lavenformation der Insel Palma“ habilitiert wurde.
1866 reiste er mit Karl von Fritsch und Alphons Stübel nach Griechenland, zu den Vulkaninseln von Santorin. Mit Stübel unternahm Reiß von 1868 bis 1876 eine sehr ergebnisreiche Expedition nach Südamerika, wo sie die Anden erforschten. Sie gingen von der Küste nach Bogotá, dann durch das Caucatal nach Popayán, Pasto und Quito. Während ihres fünfjährigen Aufenthaltes in dieser Gegend bestiegen sie erstmals den Cotopaxi und den Tungurahua, wandten sich dann nach Peru, fuhren den Amazonas abwärts und bereisten die Küsten Brasiliens. 
Nach seiner Rückkehr lebte Reiß ab 1877 als Privatgelehrter in Berlin, wo er die Ergebnisse der Reise auswertete und veröffentlichte. Er heiratete 1883 in Mannheim Emilie Franciena (oder Emilia Francina), geborene Wiederhold, geschiedene Kuipers (* 1845). Ab 1892 wohnte er auf Schloss Könitz (in Könitz, Fürstentum Schwarzburg-Rudolstadt, heute Thüringen). Dort starb er am 29. September 1908 bei einem Jagdausflug.

## Mitgliedschaften und Ehrungen
Reiß wurde 1878 zum Mitglied der Leopoldina in der Sektion Mineralogie, Kristallographie und Petrologie gewählt. Sein Heimatland Baden verlieh ihm 1879 das Ritterkreuz des Ordens vom Zähringer Löwen I. Klasse, 1887 bekam er das Eichenlaub dazu. In Preußen erhielt er 1879 den Roten Adlerorden III. Klasse und wurde 1892 zum Geheimen Regierungsrat ernannt. Reiß war von 1885 bis 1887 sowie 1891 bis 1892 Vorsitzender der Gesellschaft für Erdkunde in Berlin und 1888 Vorsitzender der Berliner Gesellschaft für Anthropologie, Ethnologie und Urgeschichte. Er war korrespondierendes Mitglied des Thüringisch-Sächsischen Vereins für Erdkunde.

## Veröffentlichungen (Auswahl)
- Das Totenfeld von Ancon in Peru. Berlin 1880–1886.
- Kultur und Industrie südamerikanischer Völker. Berlin 1889–1890.
- Reisen in Südamerika. Berlin 1890.
- Geologische Studien in der Republik Columbia. 3 Bände, Berlin 1892–1899.
- Das Hochgebirge der Republik Ecuador. 2 Bände, Berlin 1892–1902.
- Ecuador 1870–74. Petrographische Untersuchungen. Berlin 1901.